# Exocelina marawaka
Exocelina marawaka  (лат.) — вид жуков-плавунцов рода Exocelina (Copelatinae, Dytiscidae).

## Распространение
Остров Новая Гвинея: Папуа — Новая Гвинея (Eastern Highlands Province, Gulf Provinces, Marawaka, Ande, 07°01.70’S; 145°49.81’E, на высоте 1700 м).

## Описание
Мелкие водные жуки красновато-коричневого цвета, длина около 5 мм (от 4,4 до 5,0 мм), округло-овальной вытянутой формы тела. Усики 11-члениковые. Крылья хорошо развиты. Связаны с водой. Вид был впервые описан в 2016 году австрийским колеоптерологом Еленой Владимировной Шавердо (Helena Vladimirovna Shaverdo; Naturhistorisches Museum Wien, Вена, Австрия) и немецким энтомологом М. Балком (Michael Balke; Zoologische Staatssammlung München, Мюнхен Германия). Видовое название дано по месту обнаружения типовой серии.